# Копылово (Сумская область)
Копылово (укр. Копилове, до 2016 г. — Жовтневое) — посёлок,
Дьяковский сельский совет,
Бурынский район,
Сумская область,
Украина.
Код КОАТУУ — 5920983203. Население по переписи 2001 года составляло 127 человек .

## Географическое положение
Посёлок Копылово находится на расстоянии в 2,5 км от сёл Сапушино, Червоное (Белопольский район) и посёлка Першотравневое.

## Экономика
- Машинно-тракторные мастерские.